# 1413 هـ
1413 هـ هي سنة في التقويم الهجري امتدت مقابلةً في التقويم الميلادي بين سنتي 1992 و1993.

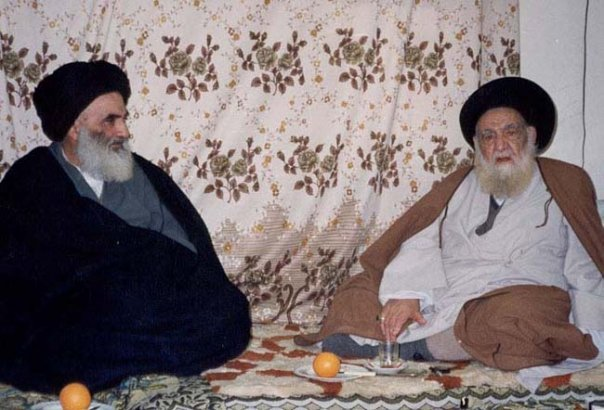
أبو القاسم الخوئي

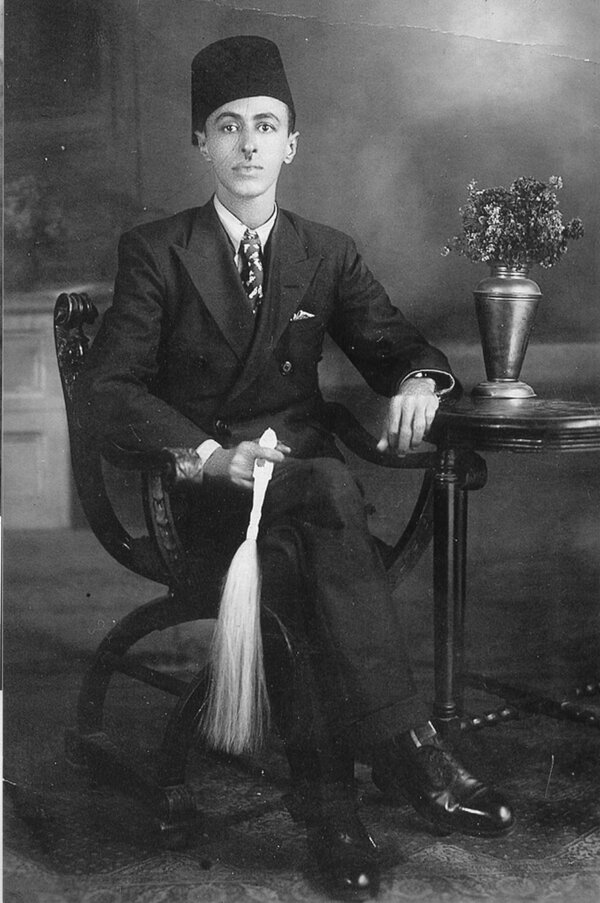
حسين سرحان

## مواليد
- أريج العطار
- فارس إبراهيم الخليفي

## وفيات
- أبو الفضل البرقعي
- أبو القاسم الخوئي
- أبو بكر غومي
- أحمد علي الكاظمي
- إيزوتسو
- بشير حسن القطان
- زهير المارديني
- عبد الجبار العماري
- عبد الحق فاضل
- عبد الله بن الصديق الغماري
- عثمان حافظ
- فريا ستارك
- كوركيس عواد
- مالك رام
- محمد محمود الصواف
- هني هارالد هانسن
- يحيى حقي
- حسن النجفي
- حسين سرحان
- حمود التويجري
- درويش القصاص
- محمد نسيب الرفاعي
- مرزوق بن حمدان بن مسعد

## أحداث
- انعقاد المؤتمر العالمي لألفية الشيخ المفيد في قم.